# Гордон, Жак
Жак Гордон (фр. Jacques Gordon, при рождении Яков Ицкович Гордон; 11 марта 1898, Одесса — 15 сентября 1948, Хартфорд, штат Коннектикут) — американский скрипач российского происхождения.

## Биография
Родился 27 февраля  1898 года в Одессе, в семье Ицко Шимелевича Гордона и Ципы Гордон. Начал выступать с концертами в девятилетнем возрасте, в 1913 году лет совершил европейское турне. С 1914 года жил в США, концертировал, учился у Франца Кнайзеля.
С 1916 года первая скрипка Беркширского струнного квартета. В 1921 году основал собственный Струнный квартет Гордона. В том же году стал концертмейстером Чикагского симфонического оркестра — самым молодым в истории коллектива. В 1930 году гастрольная программа квартета Гордона стала настолько насыщенной, что Гордону пришлось отказаться от работы в оркестре. Одновременно он основал в Фоллс-Виллидж (штат Коннектикут) летнюю музыкальную школу Music Mountain, посвящённую преимущественно камерному ансамблю. В 1936—1938 годах Гордон был музыкальным руководителем Хартфордского симфонического оркестра. С 1941 года он преподавал в Истменовской школе музыки, под патронат которой перешёл и его квартет, состав которого оставался довольно нестабильным (вторую скрипку некоторое время играл Уильям Новински). После смерти Гордона его коллекция нот, состоящая преимущественно из произведений для струнных ансамблей, перешла в распоряжение Рочестерского университета.
Известен эпизод во время Великой Депрессии, когда Гордон, желая проверить, сохраняет ли серьёзное искусство притягательную силу, вышел играть на улицу под видом бродячего скрипача и собрал $5.61. Спустя более чем 70 лет этот эксперимент был повторён Джошуа Беллом.